# Baruch Samuel Blumberg
Baruch Samuel Blumberg (Nueva York, 28 de julio de 1925 - California, 5 de abril de 2011) fue un científico estadounidense que obtuvo el Premio Nobel en Medicina en 1976 por sus hallazgos sobre "el origen y diseminación de las enfermedades infecciosas". Blumberg identificó el virus de la Hepatitis B, y posteriormente desarrolló su vacuna.

## Biografía
Blumberg nació en Brooklyn, hijo de Meyer Blumberg e Ida Simonoff, estadounidenses de primera generación, cuyos padres eran rusos. Durante la Segunda Guerra Mundial sirvió en la Marina de los EE. UU. como oficial de cubierta en barcos. En 1946 se graduó en física en la Union College y comenzó un posgrado en matemáticas en la Universidad de Columbia, cambiándose a la escuela de medicina y acabando en 1951. Completó su formación médica en el Colegio de Médicos y Cirujanos de la Universidad de Columbia en 1951, y obtuvo su doctorado en bioquímica por la Universidad de Oxford en 1957. Fue pasante y residente en el Bellevue Hospital y el Hospital presbiteriano de Nueva York.

## Trayectoria
A lo largo de la década de 1950, Blumberg recorrió el mundo tomando muestras de sangre humana para estudiar las variaciones genéticas en los seres humanos, centrándose en la cuestión de por qué algunas personas contraen una enfermedad en un entorno determinado, mientras que otras no. En 1964, mientras estudiaba la "ictericia amarilla" (hepatitis), descubrió un antígeno de superficie para la hepatitis B en la sangre de un aborigen australiano, de ahí que se le llamara inicialmente "antígeno australiano". Su trabajo demostró posteriormente que el virus podía causar cáncer de hígado. Blumberg y su equipo lograron desarrollar una prueba de detección del virus de la hepatitis B para prevenir su propagación en las donaciones de sangre y desarrollaron una vacuna . Posteriormente, Blumberg distribuyó libremente la patente de su vacuna para promover su distribución por parte de las compañías farmacéuticas. La implementación de la vacuna redujo la tasa de infección de hepatitis B en niños en China del 15 % al 1 % en 10 años.
En 1964, Blumberg se convirtió en miembro del Instituto de Investigación del Cáncer (ICR) del Instituto de Investigación del Hospital Lankenau en Filadelfia, conocido hoy como el Instituto Lankenau para la Investigación Médica (LIMR), que más tarde se unió al Centro de Cáncer Fox Chase en 1974, y ocupó el rango de Profesor Universitario de Medicina y Antropología en la Universidad de Pensilvania a partir de 1977. Al mismo tiempo, fue Maestro del Balliol College de 1989 a 1994. Fue elegido Miembro de la Academia Estadounidense de las Artes y las Ciencias en 1994.  De 1999 a 2002, también fue director del Instituto de Astrobiología de la NASA en el Centro de Investigación Ames en Moffett Field, California.
En 1976, el Dr. Blumberg ganó el Premio Nobel de Medicina por su descubrimiento del virus de la hepatitis B. Él y sus colegas descubrieron el virus en 1967, desarrollaron el análisis de sangre que se utiliza para detectarlo e inventaron la primera vacuna contra la hepatitis B en 1969.  Cada 28 de julio, se celebra el Día Mundial de la Hepatitis en honor al Dr. Baruch Blumberg.
Su investigación abarcó muchas áreas, incluida la investigación clínica, epidemiología, virología, la genética y la antropología. Fue profesor visitante en la India (Bangalore), Singapur, la Universidad de Kentucky (Lexington), la Universidad de Indiana (Bloomington), la Universidad de Otago, Dunedin, Nueva Zelanda y la Universidad de Stanford.
Distinguido científico en el Fox Chase Cancer Center, Filadelfia, y profesor de Medicina y Antropología en la Universidad de Pensilvania. A partir de mayo de 1999 hasta octubre de 2002, se desempeñó como Director del Instituto de Astrobiología Ames Research Center de la National Aeronautics and Space Administration (NASA) con sede en Moffett Field, California. Desde octubre de 2000 hasta octubre de 2001, fue Asesor Sénior del Administrador de la NASA con sede en Washington D. C. Fue maestro del Balliol College, Universidad de Oxford, de 1989 a 1994 y, antes, Director Asociado de Investigación Clínica en Fox Chase desde 1964. Formó parte del personal de los Institutos Nacionales de Salud (NIH), Bethesda, MD, de 1957 a 1964. 
En 2000, Blumberg recibió el Premio Golden Plate de la Academia Estadounidense de Logros.  En 2001, Blumberg fue nombrado miembro del Consejo de Académicos de la Biblioteca del Congreso, un organismo de académicos distinguidos que asesora al Bibliotecario del Congreso. Blumberg formó parte del consejo hasta su fallecimiento.  
En noviembre de 2004, Blumberg fue nombrado presidente del consejo asesor científico de United Therapeutics Corporation, cargo que ocupó hasta su fallecimiento. Como presidente, convocó tres "Conferencias sobre Tecnología Nanomédica y Telemédica".

A partir de 2005, Blumberg también fue presidente de la Sociedad Filosófica Americana . Fue elegido miembro de la sociedad por primera vez en 1986. 

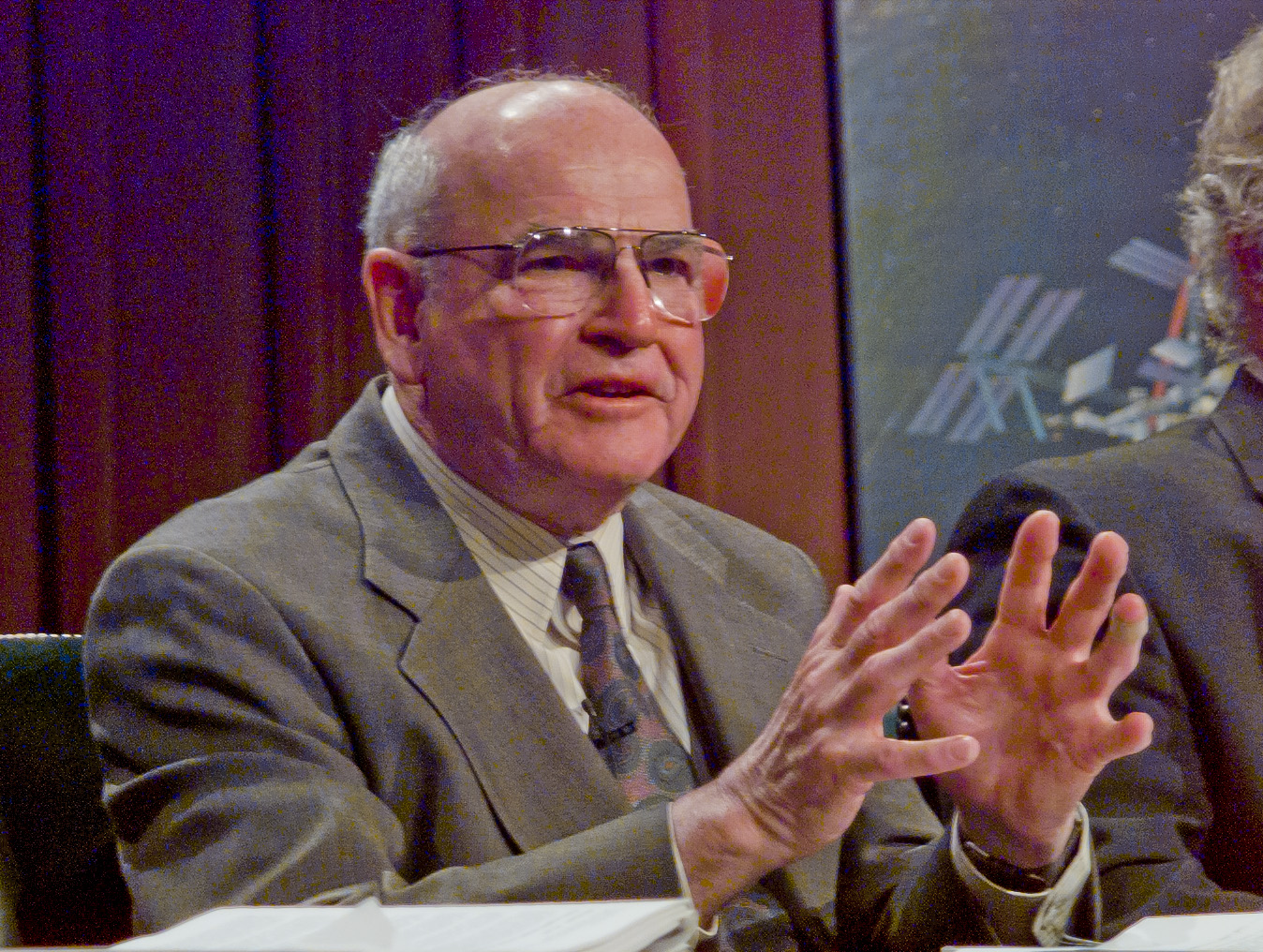
Conferencia de prensa acaecida en 1999 en la cual Blumberg fue presentado como el primer director del Instituto Astrobiológico de la NASA.

En octubre de 2010, Blumberg participó en el programa Almuerzo con un Laureado del Festival de Ciencia e Ingeniería de los Estados Unidos , en el que estudiantes de escuelas secundarias y preparatorias del área metropolitana de Washington D. C., el norte de Virginia y Maryland tuvieron la oportunidad de entablar una conversación informal con un científico ganador del Premio Nobel durante un almuerzo informal.
Al analizar los factores que influyeron en su vida, Blumberg siempre dio crédito a la disciplina mental del Talmud judío y, tan a menudo como fue posible, asistió a clases semanales de discusión del Talmud hasta su muerte.

## Muerte
Blumberg falleció el 5 de abril de 2011, poco después de pronunciar el discurso keynote en el Taller Exploratorio del Parque Internacional de Investigación Lunar celebrado en el Centro de Investigación Ames de la NASA. En el momento de su fallecimiento, Blumberg era un distinguido científico del Instituto de Ciencias Lunares de la NASA, ubicado en el Centro de Investigación Ames de la NASA en Moffett Field, California.
Jonathan Chernoff, director científico del Fox Chase Cancer Center, donde Blumberg pasó la mayor parte de su vida laboral, dijo: «Creo que es justo decir que Barry evitó más muertes por cáncer que cualquier otra persona que haya existido jamás». En referencia al descubrimiento de Blumberg de la vacuna contra la hepatitis B, el exadministrador de la NASA Daniel Goldin dijo: «Nuestro planeta es un lugar mejor gracias a los pocos días que Barry pasó entre nosotros».
En 2011, la Biblioteca del Congreso y la Administración Nacional de Aeronáutica y del Espacio (NASA) anunciaron la creación de la Cátedra Baruch S. Blumberg NASA/Biblioteca del Congreso en Astrobiología, un puesto de investigación ubicado en el Centro John W. Kluge de la biblioteca, que explora los efectos de la investigación en astrobiología en la sociedad. La cátedra recibió el nombre de Blumberg en reconocimiento a su servicio al Consejo Académico de la Biblioteca del Congreso y a su compromiso con «la investigación y el diálogo entre disciplinas».
En 2011, en reconocimiento a la larga relación profesional y personal de Blumberg con el departamento de bioquímica y el Instituto de Glicobiología, la Universidad de Oxford creó la cátedra Baruch Blumberg de Virología.